# Stabilimento idrovoro di Marozzo
Lo stabilimento idrovoro di Marozzo è un impianto di pompaggio per la bonifica sito presso Marozzo di Lagosanto lungo il ramo del Po di Volano.
Nell'area del territorio ferrarese allora gestita dal Consorzio di Bonifica del II Circondario Polesine di San Giorgio si pianificò, sul finire del XIX secolo, un'opera di bonifica meccanica per la Grande Valle Gallare. È documentato che per tale progetto una commissione di tecnici abbia effettuato un viaggio “di studio” nei Paesi Bassi per esaminare le opere idrauliche all'avanguardia nel settore.
Nel 1873 venne realizzato lo stabilimento idrovoro del Marozzo e all'interno messe in funzione le “ruote-pompe” acquistate dalla ditta Stork & C. di Hengelo di Rotterdam.
L'impianto, mosso inizialmente dalla forza vapore, subì diversi interventi per la modifica e il potenziamento, a mano a mano che alla Valle Gallare venivano collegate le finitime valli Trebba e Ponti.
Il lavoro del complesso continuò incessantemente fino all'anno 1986 quando il degrado delle strutture ne suggerì la dismissione e l'abbandono.
L'attività di presidio delle valli bonificate fu affidata a un nuovo e moderno impianto idrovoro, costruito nelle immediate vicinanze.

## Struttura
La composizione formale del fabbricato suggerisce un possibile riferimento ai coevi esempi di architettura olandese, a testimonianza dell'attenzione del Consorzio verso le opere fiamminghe di trasformazione del territorio. Potrebbe essere individuato un rapporto con l'idrovora “Cruquius”, nata nel 1846 per la bonifica del lago Haarlam, il cui complesso principale, anch'esso in laterizio, presenta una “torre” motrice a base circolare con bilancieri uscenti all'esterno che azionavano le pompe. 
Il complesso del Marozzo si svolge planimetricamente a “T” con un volume rialzato “a torre” sull'ala sinistra. Il prospetto principale è rivolto verso la relativa chiavica ed il Po di Volano ed è caratterizzato da un paramento murario in mattoni faccia a vista ritmato da un'ordinata successione di finestre ad arco.
Da questo prospetto parte, in corrispondenza del corpo centrale, un basamento semi-circolare in laterizio, “cuore” dell'impianto stesso; inizialmente ingentilito da un'esedra vetrata, chiusa in una struttura di ghisa e ferro secondo i dettami decorativi dell'epoca e oggi scomparsa.
Attualmente per il complesso è in corso il progetto di recupero delle strutture, il 20 maggio 2006 è stata inaugurata la Casa della memoria una sala visitabile primo nucleo del Museo Storico della Bonifica.
La porzione attualmente visitabile è stata resa completamente accessibile e attrezzata per la fruizione da parte di visitatori con diversi gradi di disabilità. All'interno della sala macchine, un pontile ligneo accompagna i visitatori snodandosi fra gli antichi motori, le pompe e una collezione di strumenti e attrezzature tecniche d'epoca.
Nella prima decade di maggio, alla visità del vecchio impianto è generalmente abbinabile un interessante percorso all'interno del nuovo.